# A Comedy Club epizódjainak listája
Ez a cikk a Comedy Club epizódjainak listáját tartalmazza.

## Évadáttekintés
| Évad | Évad        | Epizódok    | Epizódok    | Eredeti sugárzás     | Eredeti sugárzás     | Eredeti adó |
| Évad | Évad        | Epizódok    | Epizódok    | Évadpremier          | Évadfinálé           | Eredeti adó |
| ---- | ----------- | ----------- | ----------- | -------------------- | -------------------- | ----------- |
|      | 1           | 17          | 11          | 2016. március 25.    | 2016. június 3.      |             |
|      | 1           | 17          | 6           | 2016. szeptember 23. | 2017. március 31.    |             |
|      | 2           | 10          | 10          | 2018. április 20.    | 2018. június 15.     |             |
|      | 3           | 7           | 7           | 2019. április 5.     | 2019. május 17.      |             |
|      | 4           | 4           | 4           | 2019. október 11.    | 2019. november 1.    |             |
|      | 5           | 7           | 7           | 2020. szeptember 18. | 2020. október 23.    |             |
|      | 6           | 10          | 10          | 2021. október 22.    | 2021. december 10.   |             |
|      | Különkiadás | Különkiadás | Különkiadás | 2022. április 1.     | 2022. április 1.     |             |
|      | 7           | 6           | 6           | 2022. április 8.     | 2022. május 13.      |             |
|      | 8           | 8           | 8           | 2022. szeptember 16. | 2022. november 4.    |             |
|      | 9           | 2           | 2           | 2023. április 14.    | 2023. április 21.    |             |
|      | Különkiadás | Különkiadás | Különkiadás | 2023. szeptember 15. | 2023. szeptember 15. |             |
|      | Különkiadás | Különkiadás | Különkiadás | 2025. március 7.     | 2025. március 7.     |             |

## Epizódok[* 1]

### 1. évad (2016-2017)
| #       | #       | Előadó                         | Cím                                                   | Premier              |
| 1. rész | 1. rész | 1. rész                        | 1. rész                                               | 1. rész              |
| ------- | ------- | ------------------------------ | ----------------------------------------------------- | -------------------- |
| 1.      | 1.      | Kovács András Péter            | Ősök és utódok                                        | 2016. március 25.    |
| 2.      | 2.      | Hadházi László                 | A humorkabaré visszatér 2                             | 2016. április 1.     |
| 3.      | 3.      | Kőhalmi Zoltán                 | Én, Kőhalmi Zoltán                                    | 2016. április 8.     |
| 4.      | 4.      | Kovács András Péter            | Evolúció                                              | 2016. április 15.    |
| 5.      | 5.      | Hadházi László                 | Méd in hungeráj                                       | 2016. április 22.    |
| 6.      | 6.      | Felméri Péter                  | Majd én megmondom                                     | 2016. április 29.    |
| 7.      | 7.      | Mogács Dániel                  | Dr. Mogács országos népbutító kampány                 | 2016. május 6.       |
| 8.      | 8.      | Dombóvári István               | 120 021 gramm                                         | 2016. május 13.      |
| 9.      | 9.      | Fábry Sándor                   | Oh Tannenbaum                                         | 2016. május 20.      |
| 10.     | 10.     | Bödőcs Tibor                   | Böller balett                                         | 2016. május 27.      |
| 11.     | 11.     | Fábry Sándor                   | Vietnámi balzsam                                      | 2016. június 3.      |
| 2. rész |         |                                |                                                       |                      |
| 12.     | 12.     | Bödőcs Tibor                   | Bödőcs Londonban 1. rész                              | 2016. szeptember 23. |
| 13.     | 13.     | Bödőcs Tibor                   | Bödőcs Londonban 2. rész                              | 2016. szeptember 30. |
| 14.     | 14.     | Aranyosi Péter                 | Négybetűs szavak                                      | 2016. december 2.    |
| 15.     | 15.     | Szomszéd néni Produkciós Iroda | Az alkoholizmus 50 árnyalata                          | 2017. január 27.     |
| 16.     | 16.     | Badár Sándor                   | 500 felesleges cucc: Badár Grylls tanácsai túrázóknak | 2017. február 24.    |
| 17.     | 17.     | Hadházi László                 | Nekünk áll a László                                   | 2017. március 31.    |

### 2. évad (2018)
| #   | #   | Előadó                                               | Cím                                 | Premier            |
| --- | --- | ---------------------------------------------------- | ----------------------------------- | ------------------ |
| 18. | 1.  | Kovács András Péter                                  | Vihar a biliben, 1. rész            | 2018. április. 20. |
| 19. | 2.  | Kovács András Péter                                  | Vihar a biliben, 2. rész            | 2018. április 27.  |
| 20. | 3.  | Comedy Club                                          | Duma aktuál 1. rész                 | 2018. május 4.     |
| 21. | 4.  | Comedy Club                                          | Duma aktuál 2. rész                 | 2018. május 11.    |
| 22. | 5.  | Kertész Ricsi                                        | Agrár-wellness                      | 2018. május 18.    |
| 23. | 6.  | Felméri Péter és Litkai Gergely                      | Budapest                            | 2018. május 25.    |
| 24. | 7.  | Comedy Club                                          | Magyarország szeretlek gála 1. rész | 2018. június 1.    |
| 25. | 8.  | Comedy Club                                          | Magyarország szeretlek gála 2. rész | 2018. június 8.    |
| 26. | 9.  | Csenki Attila, Tóth Edu, Felméri Péter és Benk Dénes | Szex és más tabuk                   | 2018. június 8.    |
| 27. | 10. | Kormos Anett                                         | Megint csak most!                   | 2018. június 15.   |

### 3. évad (2019)
| #   | #  | Előadó           | Cím                        | Premier           |
| --- | -- | ---------------- | -------------------------- | ----------------- |
| 28. | 1. | Hadházi László   | Tévélaci, 1. rész          | 2019. április 5.  |
| 29. | 2. | Hadházi László   | Tévélaci, 2. rész          | 2019. április 12. |
| 30. | 3. | Bödőcs Tibor     | Nincs idő a gólörömre      | 2019. április 19. |
| 31. | 4. | Mogács Dániel    | Mogács Extra               | 2019. április 26. |
| 32. | 5. | Dombóvári István | Kis ember nagy gonddal jár | 2019. május 3.    |
| 33. | 6. | Aranyosi Péter   | Borsodi homályos, 1. rész  | 2019. május 10.   |
| 34. | 7. | Aranyosi Péter   | Borsodi homályos, 2. rész  | 2019. május 17.   |

### 4. évad (2019)
| #   | #  | Előadó         | Cím                                | Premier           |
| --- | -- | -------------- | ---------------------------------- | ----------------- |
| 35. | 1. | Litkai Gergely | Multikatona                        | 2019. október 11. |
| 36. | 2. | Csenki Attila  | Egyéjszakás kaland Csenki apukával | 2019. október 18. |
| 37. | 3. | Szobácsi Gergő | Idegzuhany                         | 2019. október 25. |
| 38. | 4. | Fülöp Viktor   | Fogadóra                           | 2019. november 1. |

### 5. évad (2020)
| #   | #  | Előadó              | Cím                               | Premier              |
| --- | -- | ------------------- | --------------------------------- | -------------------- |
| 39. | 1. | Kovács András Péter | Életed filmje 1. rész             | 2020. szeptember 18. |
| 40. | 2. | Kovács András Péter | Életed filmje 2. rész             | 2020. szeptember 18. |
| 41. | 3. | Kőhalmi Zoltán      | Pályatévesztési tanácsadó 1. rész | 2020. szeptember 25. |
| 42. | 4. | Kőhalmi Zoltán      | Pályatévesztési tanácsadó 2. rész | 2020. október 2.     |
| 43. | 5. | Hadházi László      | Megyünk a levesbe 1. rész         | 2020. október 9.     |
| 44. | 6. | Hadházi László      | Megyünk a levesbe 2. rész         | 2020. október 16.    |
| 45. | 7. | Dombóvári István    | Szóra sem érdemes!                | 2020. október 23.    |

### 6. évad (2021)[19]
| #   | #   | Előadó                                                | Cím                       | Premier            |
| --- | --- | ----------------------------------------------------- | ------------------------- | ------------------ |
| 46. | 1.  | Badár Sándor                                          | A Tűzföldtől Alaszkáig    | 2021. október 22.  |
| 47. | 2.  | Janklovics Péter, Litkai Gergely és Szabó Balázs Máté | Zöld stand-up             | 2021. október 29.  |
| 48. | 3.  | Ráskó Eszter                                          | NagyÁrpi 1. rész          | 2021. november 5.  |
| 49. | 4.  | Ráskó Eszter                                          | NagyÁrpi 2. rész          | 2021. november 5.  |
| 50. | 5.  | Kovács András Péter                                   | Apróbetűs részek 1. rész  | 2021. november 12. |
| 51. | 6.  | Kovács András Péter                                   | Apróbetűs részek 2. rész  | 2021. november 12. |
| 52. | 7.  | Litkai Gergely                                        | Számok                    | 2021. november 19. |
| 53. | 8.  | Csenki Attila                                         | Az újrahasznosított férfi | 2021. november 26. |
| 54. | 9.  | Ács Fruzsina                                          | Véletlenül szingli?!      | 2021. december 3.  |
| 55. | 10. | Felméri Péter és Litkai Gergely                       | Galeri                    | 2021. december 10. |

### Különkiadás (2022)
| #   | Előadó       | Cím                        | Premier          |
| --- | ------------ | -------------------------- | ---------------- |
| 56. | Bödőcs Tibor | Kolera a Vackor csoportban | 2022. április 1. |

### 7. évad (2022)
| #   | #  | Előadó                         | Cím                              | Premier           |
| --- | -- | ------------------------------ | -------------------------------- | ----------------- |
| 57. | 1. | Kőhalmi Zoltán                 | Történjen bármi                  | 2022. április 8.  |
| 58. | 2. | Janklovics Péter és Elek Péter | Zenebu*ik                        | 2022. április 15. |
| 59. | 3. | Hajdú Balázs                   | Emberek és emberek               | 2022. április 22. |
| 60. | 4. | Litkai Gergely                 | Multiland                        | 2022. április 29. |
| 61. | 5. | Dombóvári István               | Kettőskereszt, vagy amit akartok | 2022. május 6.    |
| 62. | 6. | Szomszéd néni Produkciós Iroda | Cégenkórászok                    | 2022. május 13.   |

### 8. évad (2022)
| #   | #  | Előadó                                                        | Cím                               | Premier              |
| --- | -- | ------------------------------------------------------------- | --------------------------------- | -------------------- |
| 63. | 1. | Comedy Club                                                   | Fiatal Félőrültek Estje I. rész   | 2022. szeptember 16. |
| 64. | 2. | Comedy Club                                                   | Fiatal Félőrültek Estje II. rész  | 2022. szeptember 23. |
| 65. | 3. | Comedy Club                                                   | Fiatal Félőrültek Estje III. rész | 2022. szeptember 30. |
| 66. | 4. | Lakatos László, Musimbe Dávid Dennis                          | Békével jöttünk                   | 2022. október 7.     |
| 67. | 5. | Szabó Balázs Máté, Litkai Gergely, Hajdú Balázs, Fülöp Viktor | A csengő a tanárnak szól?         | 2022. október 14.    |
| 68. | 6. | Litkai Gergely                                                | Miért                             | 2022. október 21.    |
| 69. | 7. | Kertész Ricsi                                                 | Megoldjuk okosba'                 | 2022. október 28.    |
| 70. | 8. | Csenki Attila, Benk Dénes                                     | Agressziókezelés bauxitcementtel  | 2022. november 4.    |

### 9. évad (2023)
| #   | #  | Előadó         | Cím           | Premier           |
| --- | -- | -------------- | ------------- | ----------------- |
| 71. | 1. | Aranyosi Péter | Mesteremberek | 2023. április 14. |
| 72. | 2. | Hadházi László | Légy Férfi!   | 2023. április 21. |

### Különkiadás (2023)
| #   | Előadó        | Cím      | Premier              |
| --- | ------------- | -------- | -------------------- |
| 73. | Mogács Dániel | Emberfej | 2023. szeptember 15. |

### Különkiadás (2025)
| #   | #  | Előadó       | Cím      | Premier          |
| --- | -- | ------------ | -------- | ---------------- |
| 74. | 1. | Kormos Anett | TOP LESZ | 2025. március 7. |